# لینکلن‌شر (کنتاکی)
لینکلن‌شر (به انگلیسی: Lincolnshire) شهری در ایالت کنتاکی کشور ایالات متحده آمریکا است که جمعیت آن در سرشماری سال ۲۰۱۰ میلادی، ۱۴۸ نفر بوده‌است.